# Sindromul Loeys–Dietz
Sindromul Loeys – Dietz ( LDS ) este o tulburare genetică autosomală dominantă a țesutului conjunctiv. Are caracteristici similare cu sindromul Marfan și sindromul Ehlers-Danlos .    Tulburarea este marcată de anevrisme ale aortei, adesea la copii, iar aorta poate suferi și o disecție bruscă în straturile slăbite ale peretelui său. Anevrismele și disecțiile pot apărea și în alte artere decât aorta. Deoarece anevrismele la copii tind să se rupă precoce, copiii au un risc mai mare de a muri dacă sindromul nu este identificat. Chirurgia pentru repararea anevrismelor aortice este esențială pentru tratament. 
Există cinci tipuri de sindrom, etichetate tip I până la V, care se disting prin cauza genetică a acestora. Tipul I, tipul II, tipul III, tipul IV și tipul V sunt cauzate de mutații în genele TGFBR1, TGFBR2, SMAD3, TGFB2, respectiv TGFB3 . Aceste cinci gene care codifică factorii de creștere transformanți joacă un rol în semnalizarea celulelor care promovează creșterea și dezvoltarea țesuturilor organismului. Mutațiile acestor gene determină producția de proteine fără funcții. Celulele pielii pentru indivizii cu sindrom Loeys – Dietz nu sunt capabili să producă colagen, proteina care permite celulelor pielii să fie puternice și elastice. Acest lucru face ca acești indivizi să fie susceptibili la diferite formațiuni ale pielii, cum ar fi herniile. Deși tulburarea are un model autosomal de moștenire, această tulburare rezultă dintr-o nouă mutație a genelor în 75% din cazuri și apare la persoane fără istoric de tulburare în familia lor. În alte cazuri, este moștenit de la un părinte afectat.  
Sindromul Loeys – Dietz a fost identificat și caracterizat de geneticienii pediatri Bart Loeys și Harry „Hal” Dietz la Universitatea Johns Hopkins în 2005. 

## Semne și simptome
Există o variabilitate considerabilă a fenotipului sindromului Loeys – Dietz, de la caracteristici ușoare până la anomalii sistemice severe. Principalele manifestări ale sindromului Loeys – Dietz sunt tortuozitatea arterială (cursul de lichid al vaselor de sânge), ochii distanțați ( hipertelorism ), uvula largă sau divizată și anevrisme la rădăcina aortică. Alte caracteristici pot include palatul despicat și un aspect albastru / gri al albului ochilor. Pot fi observate defecte cardiace și picior club la naștere. 
Există o suprapunere în manifestările sindroame Loeys-Dietz și Marfan, inclusiv un risc crescut de anevrism aortic ascendent și disecție aortică, membrele și degetele anormal de lungi, și ectazia dural (o întindere graduală și slăbire a durei mater, care poate provoca dureri abdominale și de picioare). Aprecierea hypertelorism (ochii larg distantate), bifid sau divizat uvulei și tegumentul descoperiri, cum ar fi ușor vânătaie sau anormale cicatrici pot distinge Loeys-Dietz de sindromul Marfan. 
Persoanele afectate dezvoltă adesea probleme legate de sistemul imunitar, cum ar fi alergiile la alimente, astmul, febra fânului și tulburări inflamatorii, cum ar fi eczema sau bolile inflamatorii ale intestinului. 
Manifestările  sindromului Loeys – Dietz pot include: 
- Malformații scheletice / ale coloanei vertebrale: craniozinozitoză, scolioză, instabilitate a coloanei vertebrale și spondilolisteză, cifoză
- Anomalii externe: pectus excavatum, pectus carinatum
- Contracturile degetelor mâinilor  și degetelor de la picioare ( camptodactilie )
- Degete lungi și articulații laxe
- Mușchii ochilor slăbiți sau lipsa lor ( strabism )
- Picior club
- Fuziunea prematură a oaselor craniului ( craniosinostoză )
- Hipermobilitate articulară
- Probleme cardiace congenitale, inclusiv brevetul ductus arteriosus (conexiune între aortă și circulația pulmonară) și defect septal atrial (conexiune între camerele inimii)
- Translucența pielii cu textură catifelată
- Juncțiunea anormală a creierului și a măduvei ( malformație Arnold-Chiari )
- Valve aortice bicuspide
- Artere pulmonare încrucișate

## Cauze

### Tipuri
Au fost identificate mai multe cauze genetice ale sindromului Loeys – Dietz. O mutație de novo în gena TGFB3, un ligand al căii TGF ß, a fost identificată la un individ cu un sindrom care prezintă simptome parțial suprapuse cu sindromul Marfan și Loeys – Dietz. 
| Tip | genă   | loc  | OMIM   | Descriere                                                        |
| 1A  | TGFBR1 | 9q22 | 609192 | Cunoscută și sub numele de boala Furlong                         |
| 1B  | TGFBR2 | 3p22 | 610168 |                                                                  |
| 2A  | TGFBR1 | 9q22 | 608967 |                                                                  |
| 2B  | TGFBR2 | 3p22 | 610380 | Anterior cunoscut sub numele de sindrom Marfan tip 2             |
| 3   | Smad3  |      | 613795 | Cunoscut și sub denumirea de sindromul de anevrisme-osteoartrită |
| 4   | TGFB2  |      | 614816 |                                                                  |
| 5   | TGFB3  |      | 615582 |                                                                  |

## Diagnostic
Diagnosticul presupune luarea în considerare a caracteristicilor fizice și testarea genetică. Prezența uvulei divizate este o caracteristică diferențiată de sindromul Marfan, precum și severitatea defectelor cardiace. Pacienții cu sindrom Loeys – Dietz au o afectare cardiacă mai severă și se recomandă ca aceștia să fie tratați pentru aorta mărită mai devreme datorită riscului crescut de ruptură precoce la pacienții Loeys – Dietz. Deoarece persoane diferite exprimă diferite combinații de simptome, iar sindromul a fost identificat pentru prima dată în 2005, este posibil ca mulți medici să nu fie conștienți de existența acestuia. 

## Tratament
Întrucât nu se cunoaște leacul, sindromul Loeys – Dietz este o afecțiune pe tot parcursul vieții. Datorită riscului mare de deces prin ruperea anevrismului aortic, pacienții trebuie urmăriți îndeaproape pentru a monitoriza formarea anevrismului, care poate fi apoi corectată cu radiologie intervențională sau chirurgie vasculară . 
Cercetările anterioare efectuate la șoareci de laborator au sugerat că antagonistul receptorului angiotensinei II, losartan, care pare să blocheze activitatea TGF-beta, poate încetini sau opri formarea de anevrisme aortice în sindromul Marfan. În prezent, un studiu clinic larg sponsorizat de Institutele Naționale de Sănătate este în curs de a explora utilizarea losartanului pentru a preveni anevrismele la pacienții cu sindrom Marfan. Atât sindromul Marfan, cât și sindromul Loeys – Dietz sunt asociate cu semnalizarea crescută a TGF-beta în peretele vasului. Prin urmare, losartan are o promisiune pentru tratamentul sindromului Loeys – Dietz. La acei pacienți la care losartan nu oprește creșterea aortei, s-a dovedit că irbesartan funcționează și în prezent este studiat și prescris pentru unii pacienți cu această afecțiune. 
Dacă este prezentă o frecvență cardiacă crescută, atenololul este uneori prescris pentru a reduce ritmul cardiac pentru a preveni orice presiune suplimentară asupra țesutului aortei. De asemenea, activitatea fizică intensă este descurajată la pacienți, în special la ridicarea greutății și sportul de contact. 

## Epidemiologie
Nu este rata incidentară a sindromului Loeys – Dietz; cu toate acestea, tipul 1 și 2 par a fi cele mai frecvente.  